# High Barnet (Londons tunnelbana)
High Barnet är slutstation på en gren på Londons tunnelbanas Northern line och ligger i kommunen London Borough of Barnet. Stationen öppnades 1872 som en järnvägsstation. Sedan 1940 är det en tunnelbanestation.